# Henry Hope
Henry Hope (ur. 1700, zm. 1789) – polityk Wyspy Man. Pierwszy gubernator tego terytorium od 1773 do 1775. Bezpartyjny.